# Mellowdrone
Mellowdrone est le nom d'un groupe de rock de Los Angeles, aux sonorités électroniques, lo-fi et expériementales. Il est fondé par Jonathan Bates à la fin des années 1990.

## Membres
- Jonathan Bates (vocaliste/basse)
- Tony DeMatteo (guitare)
- Brian Borg (batterie)

Anciens membres:
- Greg Griffith (basse)
- Cami Gutierrez (basse/synthé/vocaliste)
- Scot Ellis (batterie)

## Discographie
- 1999 : ...Boredom Never Sounded So Sweet (EP)
- 2001 : Glassblower (EP)
- 2003 : A Demonstration of Intellectual Property (EP)
- 2004 : Go Get 'em Tiger (EP)
- 2006 : Box
- 2009 : Angry Bear